# Matthew Abela
Matthew Abela (* 18. März 1999 in Pietà) ist ein maltesischer Badmintonspieler. 

## Karriere
Matthew Abela gewann auf Malta von 2016 bis 2020 sechs nationale Titel auf Malta. Bei den Algeria International 2018, den Egypt International 2018 und den Israel International 2019 belegte er jeweils Rang drei. 2021 qualifizierte er sich für die Olympischen Sommerspiele des gleichen Jahres.

## Sportliche Erfolge
| Saison | Veranstaltung                          | Disziplin | Platz | Name                               |
| ------ | -------------------------------------- | --------- | ----- | ---------------------------------- |
| 2011   | Maltesische Juniorenmeisterschaft 2011 | MD        | 1     | Matthew Abela / Owen Grech         |
| 2013   | Maltesische Juniorenmeisterschaft 2013 | MD        | 1     | Matthew Abela / Owen Grech         |
| 2014   | Maltesische Juniorenmeisterschaft 2014 | MD        | 1     | Matthew Abela / Owen Grech         |
| 2015   | Adria Youth International U17 2015     | XD        | 2     | Matthew Abela / Veronika Dobiášová |
| 2016   | Maltesische Meisterschaft 2016         | MS        | 1     | Matthew Abela                      |
| 2017   | Maltesische Meisterschaft 2017         | MS        | 1     | Matthew Abela                      |
| 2018   | Maltesische Meisterschaft 2018         | MS        | 1     | Matthew Abela                      |
| 2019   | Maltesische Meisterschaft 2018         | MS        | 1     | Matthew Abela                      |
| 2020   | Maltesische Meisterschaft 2018         | MS        | 1     | Matthew Abela                      |